# Opiętek zwężony
Opiętek zwężony (Agrilus angustulus) – gatunek chrząszcza z rodziny bogatkowatych i podrodziny Agrilinae.

## Taksonomia
Gatunek ten opisany został po raz pierwszy w 1803 roku przez Johanna Karla Wilhelma Illigera pod nazwą Buprestis angustulus.

## Morfologia
Chrząszcz o mocno wydłużonym ciele długości od 4 do 6,5 mm. Ubarwienie wierzchu ciała miewa metalicznie zielone, oliwkowe, zielononiebieskie, ciemnoniebieskie lub spiżowobrązowe. Głowa zaopatrzona jest w duże oczy niemal stykające się z przednią krawędzią przedplecza. Niezbyt wypukłe czoło nie ma głębokiej bruzdy podłużnej, a u samicy jest ono tak szerokie jak długie, wskutek czego oczy u wierzchołka leżą dalej od siebie niż w przypadku opiętka bruzdkowanego. Czułki mają wierzchołkowe człony z szypułkowato przewężonymi podstawami. Przedplecze ma podwójną krawędź boczną i żeberka przy tylnych kątach. W przeciwieństwie do opiętka zielonego pozbawione jest poprzecznego wcisku. Tarczka wyposażona jest w dobrze widoczne żeberko poprzeczne. Przedpiersie ma płat przedni głęboko, nieco V-kształtnie wycięty. Wyrostek międzybiodrowy przedpiersia ma równoległe boki. U samca drugi z widocznych sternitów odwłoka ma dwa guzki na krawędzi tylnej. Rowek wzdłuż krawędzi ostatniego widocznego sternitu przy wierzchołku odgięty do wewnątrz. 

## Ekologia i występowanie
Owad ten zasiedla lasy, parki i nasadzenia przydrożne. Larwy są kambio- i ksylofagiczne. Rozwój przechodzą w gałęziach drzew młodych i wierzchołkowych partii drzew starszych, a także w gałęziach obłamanych oraz ściętych drągowinach. Żerują głównie na dębach, w tym dębie algierskim, bezszypułkowym, burgundzkim, korkowym, omszonym, ostrolistnym, skalnym, szypułkowym, węgierskim, żółtawym i Quercus pyrenaica, ale podawane są też z buka zwyczajnego, chmielograbu europejskiego, grabu zwyczajnego, kasztana jadalnego, klonu polnego, leszczyny pospolitej i orzecha włoskiego. Osobniki dorosłe obserwuje się od maja do sierpnia. Prowadzą żer uzupełniający na młodych liściach i pędach roślin pokarmowych.
Gatunek palearktyczny, znany z Portugalii, Hiszpanii, Wielkiej Brytanii, Francji, Monako, Belgii, Holandii, Niemiec, Szwajcarii, Liechtensteinu, Austrii, Włoch, Danii, Szwecji, Norwegii, Estonii, Łotwy, Litwy, Polski, Czech, Słowacji, Węgier, Białorusi, Ukrainy, Mołdawii, Rumunii, Bułgarii, Słowenii, Chorwacji, Bośni i Hercegowiny, Serbii, Czarnogóry, Albanii, Macedonii Północnej, Grecji,  europejskiej części Turcji, europejskiej i syberyjskiej części Rosji, okolic Morza Kaspijskiego oraz Afryki Północnej.